# Espèche
Espèche település Franciaországban, Hautes-Pyrénées megyében. Lakosainak száma 42 fő (2022. január 1.). Espèche Sarlabous, Avezac-Prat-Lahitte, Batsère, Bulan és Lomné községekkel határos.

## Népesség
A település népességének változása:
| Lakosok száma | 64   | 57   | 54   | 53   | 54   | 53   | 50   | 46   | 42   |
|               | 2013 | 2015 | 2016 | 2017 | 2018 | 2019 | 2020 | 2021 | 2022 |